# Heilshoop
Heilshoop er en by og kommune i det nordlige Tyskland, beliggende i Amt Nordstormarn under Kreis Stormarn. Kreis Stormarn ligger i den sydøstlige del af delstaten Slesvig-Holsten.

## Geografi
Heilshoop ligger omkring 9 kilometer vest for Lübeck ved vandløbet Heilsau, der er et tilløb til Trave. Motorvejen A20 (Ostseeautobahn) strejfer den østlige del af kommunen.